# Hirvassaaret (ö i Norra Lappland, lat 68,97, long 27,79)
Hirvassaaret, nordsamiska: Sarvessuolluuh, är en ö i Finland. Den ligger i sjön Enare träsk och i kommunen Enare i den ekonomiska regionen Norra Lappland och landskapet Lappland, i den norra delen av landet, 1 000 km norr om huvudstaden Helsingfors. Öns area är 31,1 hektar och dess största längd är 0,9 kilometer i sydväst-nordöstlig riktning.  Notera att namnet antyder att det är fråga om flera öar.